# Ancienne résidence de Li Xiucheng

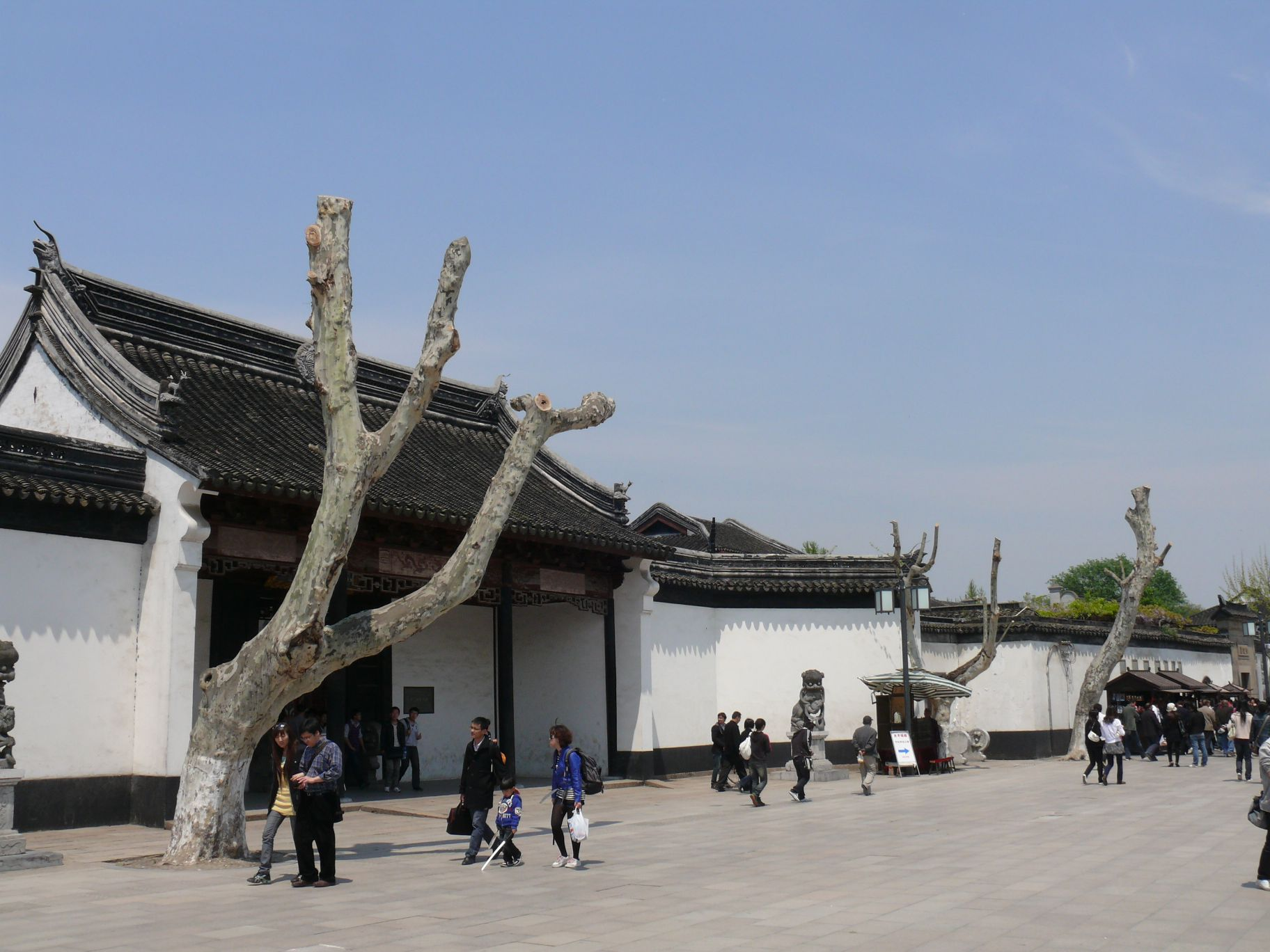
Vue de la rue

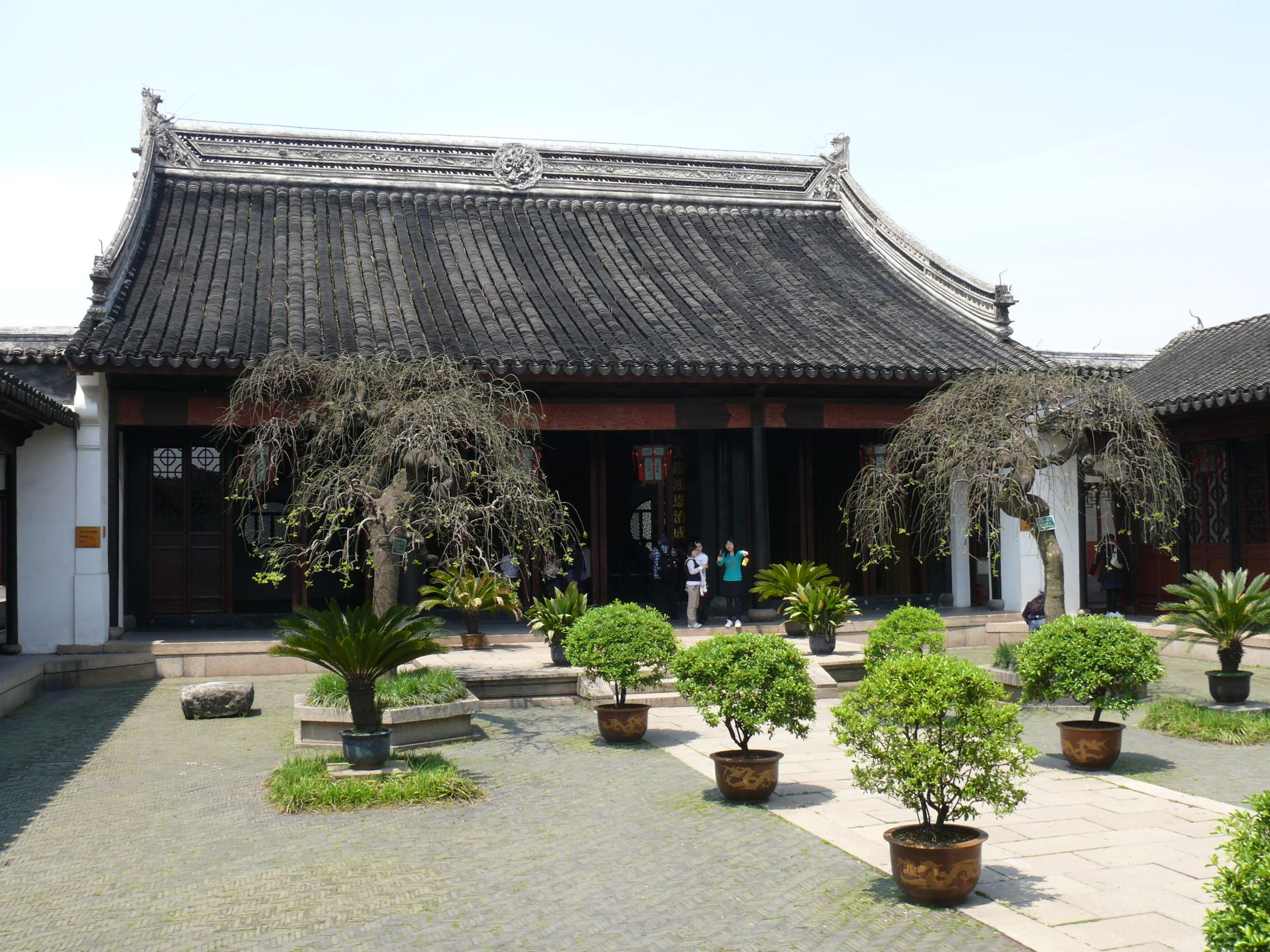
Cour intérieure

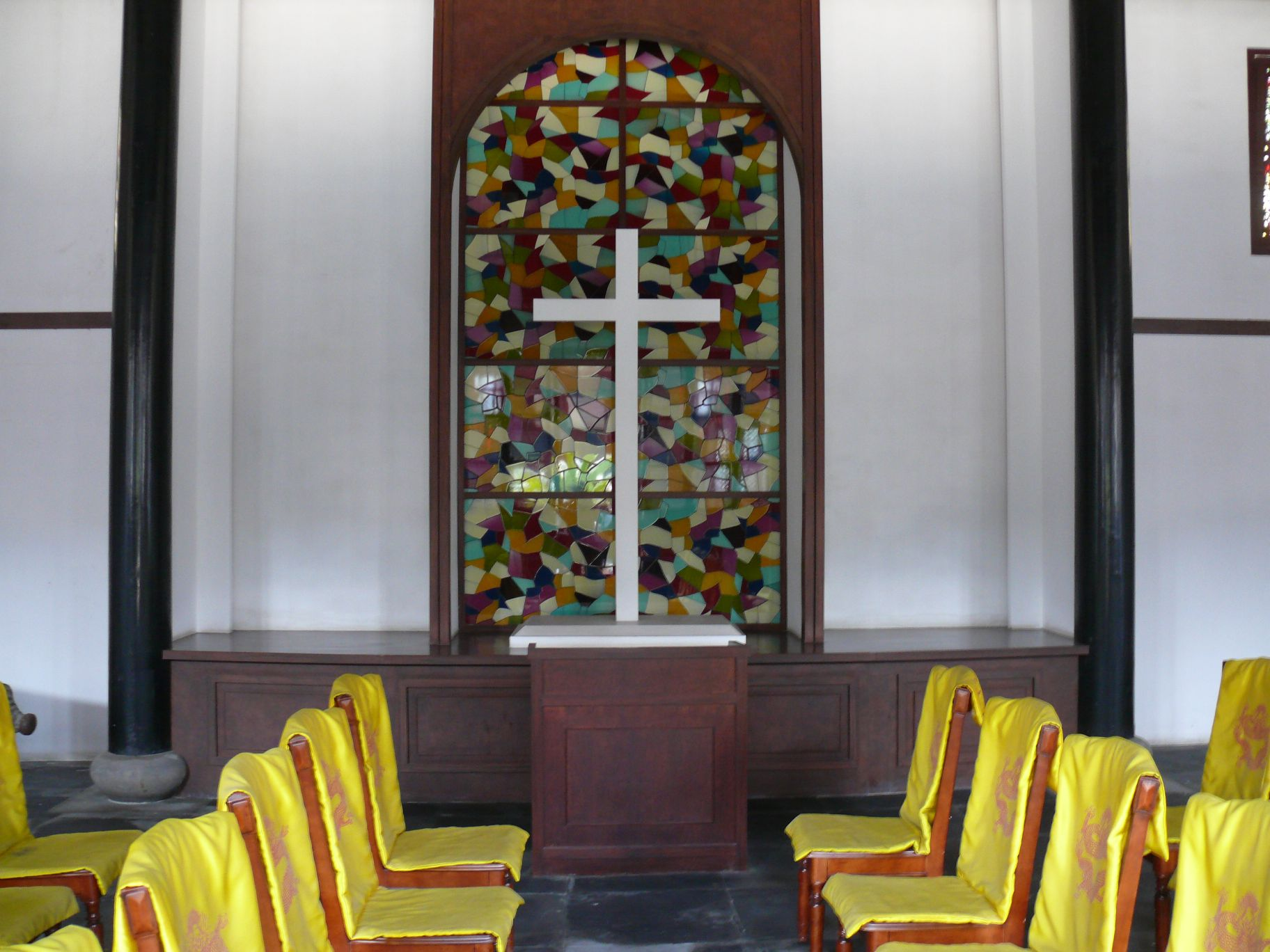
Chapelle

L'ancienne résidence de Li Xiucheng est une maison traditionnelle chinoise à Suzhou.
Située devant le jardin de l'humble administrateur, elle a hébergé le musée de Suzhou de 1946 à 2006 et a été ajoutée en 1961 à la liste des monuments historiques de la République populaire de Chine.
Elle retrace l'histoire d'un de ses propriétaires, Li Xiucheng, surnommé le « prince loyal », qui a participé à la révolte des Taiping.